# Toplița
Toplița (pronunciació en romanès: [ˈToplit͡sa]; en hongarès: Maroshévíz; pronunciació en hongarès: [ˈMɒroʃheːviːz]) és un municipi del comtat de Harghita, Transsilvània (Romania).
L'assentament ha tingut múltiples canvis de nom: Taplócza, Toplicza, Gyergyó-Toplicza, a partir del 3 de febrer de 1861 Oláh-Toplicza, o "Toplița romanesa", després des de l'1 de gener de 1907 Maroshévíz, fins al 1918, quan va rebre el nom romanès Toplița Română. Tant el nom romanès com l'hongarès signifiquen "font d'aigua calenta"; la primera és una paraula romanesa d'origen eslau.
La ciutat administra vuit pobles: Călimănel (Kelemenpatak), Luncani (Lunkány), Măgheruș (Magyaros), Moglănești (Moglán), Secu (Székpatak), Vâgani (Vugány), Vale (Válya) i Zencani (Zsákhegy).

## Demografia
Segons l'últim cens del 2011, a la ciutat hi vivien 13.282 persones. D'aquesta població, el 68,49% són romanesos ètnics, mentre que el 22,11% són hongaresos ètnics (principalment székelys) i el 3,64% gitanos ètnics.
Entre els pobles que formen part d'aquest municipi, hi ha grans minories ètniques hongareses a Măgheruș (34%), Moglănești (21,5%), Secu (29,7%) i Zencani (23,7%).

## Geografia
Toplița es troba a l'est de Transsilvània, a la part alta del riu Mureș, més precisament a l'angle nord-oest del comtat de Harghita. Es troba a una altitud de 650 m (2.130 peus) sobre el nivell del mar, a la plana de Giurgiului, entre les muntanyes de Giurgiului, Gurghiului i Călimani. Les ciutats més properes són Borsec (26 km), Gheorgheni (38 km) i Reghin (69 km).
La regió va ser propietat de Simon Bán fins al 1228 i després va passar a la família Bánffy, que va aconseguir mantenir les seves enormes propietats fins al 1945. Com a domini feudal, l'àrea no formava part de cap de les seus de Székely (sedes judiciaria, districte de Székely amb privilegis nacionals especials).
L'assentament va ser fundat el 1567 per Kozma Petričević en terrenys propietat de Pál Bánffy. Va donar la terra a tres famílies camperoles moldaves i va anomenar el lloc Taplócza.
El 1658, Gyergyó-Toplicza va ser totalment destruïda per les unitats moldaves dirigides per Pintea. Després del 1660, els Bánffy van portar 391 famílies camperoles romaneses de Deda a aquestes terres. Cap al 1710 es va iniciar el ràfting al riu Mureș. Gràcies a aquesta rendible empresa, Toplicza i els seus habitants van començar a créixer i evolucionar tant en riquesa com en nombre. El primer cens europeu, ordenat per l'emperador Josep II, va tenir lloc a Toplicza el 20 de novembre de 1785. Els resultats del cens van mostrar 227 granges, 23 famílies lliures i 231 thrall que pertanyien a 22 senyors. El baró János Bornemissza posseïa 52 d'aquestes famílies, mentre que el baró Simon Kemény en tenia 30 i el comte Mihály Teleki 18.
El 1868, vuit "praedia" pertanyien a Oláh-Toplicza: Kelemenpatak, Nyírmező, Csobotány, Manastirea, Vugány, Moglán, Plopis, i Magyarós; en aquell moment Válya ja formava part de l'assentament. Actualment comprèn Valea, Zencani, Vâgani, Secu, Moglănești, Măgheruș i Luncani.
Durant la Primera Guerra Mundial, Toplița i la seva perifèria van ser testimonis de cruels combats. El monument romanès de Secu és la tomba de 771 soldats romanesos, mentre que al cementiri dels soldats hongaresos van ser enterrats 450 soldats hongaresos. Fins al 1918 va formar part del comtat de Maros-Torda, al Regne d'Hongria, a Àustria-Hongria. A finals de novembre de 1918, la setena divisió d'infanteria de l'exèrcit romanès sota el comandament del general Traian Mosoiu va creuar les muntanyes dels Carpats, que ve de Piatra Neamt i avançant tot i que el Vall Prisăcani cap Borsec, Toplita i Reghin. Després de la Unió de Transsilvània amb Romania el desembre de 1918 i l'inici de la guerra hongareso-romanesa, Toplița va passar sota administració romanesa; després del tractat de Trianon de 1920, va passar a formar part de Romania.
El 1940, el Segon Arbitratge de Viena concedí la Transsilvània del Nord a Hongria. Cap al final de la Segona Guerra Mundial , els exèrcits romanesos i soviètics van entrar a la ciutat l'octubre de 1944. El territori del nord de Transsilvània va romandre sota administració militar soviètica fins al 9 de març de 1945 (després del nomenament de Petru Groza com a primer ministre), després del qual va tornar a formar part de Romania.
El 1952 Toplița va ser declarada ciutat i va passar a formar part de la regió autònoma magiar. El 1968 va passar a formar part del comtat de Harghita. El 2002 fou declarat municipi.

## Edificis
- 1658 Mănăstirea Doamnei
- 1847 monestir de Saint Ilie
- 22 de setembre de 1867 - 21 d'agost de 1869 una església catòlica romana als voltants d'una antiga església de fusta
- 1867–1903 Església ortodoxa romanesa
- 1870 Escola de confessió catòlica romana
- 1895 Església calvinista
- 1896 Escola estatal hongaresa, fundada a la secció de Valea
- 1903–1907 Castell Urmánczy, avui Museu Etnogràfic de la ciutat
- 1928–1929 Església catòlica grega a la secció de Cornișa, construïda per substituir l'església de fusta de 1777 que es va traslladar al proper poble de Gălăuțaș.

## Fills il·lustres
- Miron Cristea (1868-1939), primer patriarca de l'Església Ortodoxa Romanesa i primer ministre de Romania entre 1938 i 1939
- Mircea Dușa (nascut el 1955), polític
- Gunther Philipp (Placheta) (1918-2003), actor
- Ionuț Țăran (nascut el 1987), corredor de trineu
- Marius Urzică (nascut el 1975), gimnasta